# Graves de communi re
Graves de communi re foi uma encíclica escrita pelo Papa Leão XIII em 1901, sobre a Democracia Cristã. É parte de um corpo maior de escritos conhecido como ensinamento social católico, que remonta à Rerum Novarum, publicada pelo Papa Leão XIII em 1891. Ao mesmo tempo em que reafirma a oposição da Igreja ao capitalismo liberal individualista, também nega que os novos ideais da democracia cristã sejam um endosso dos princípios de um sistema político democrático.